# Lamb of God

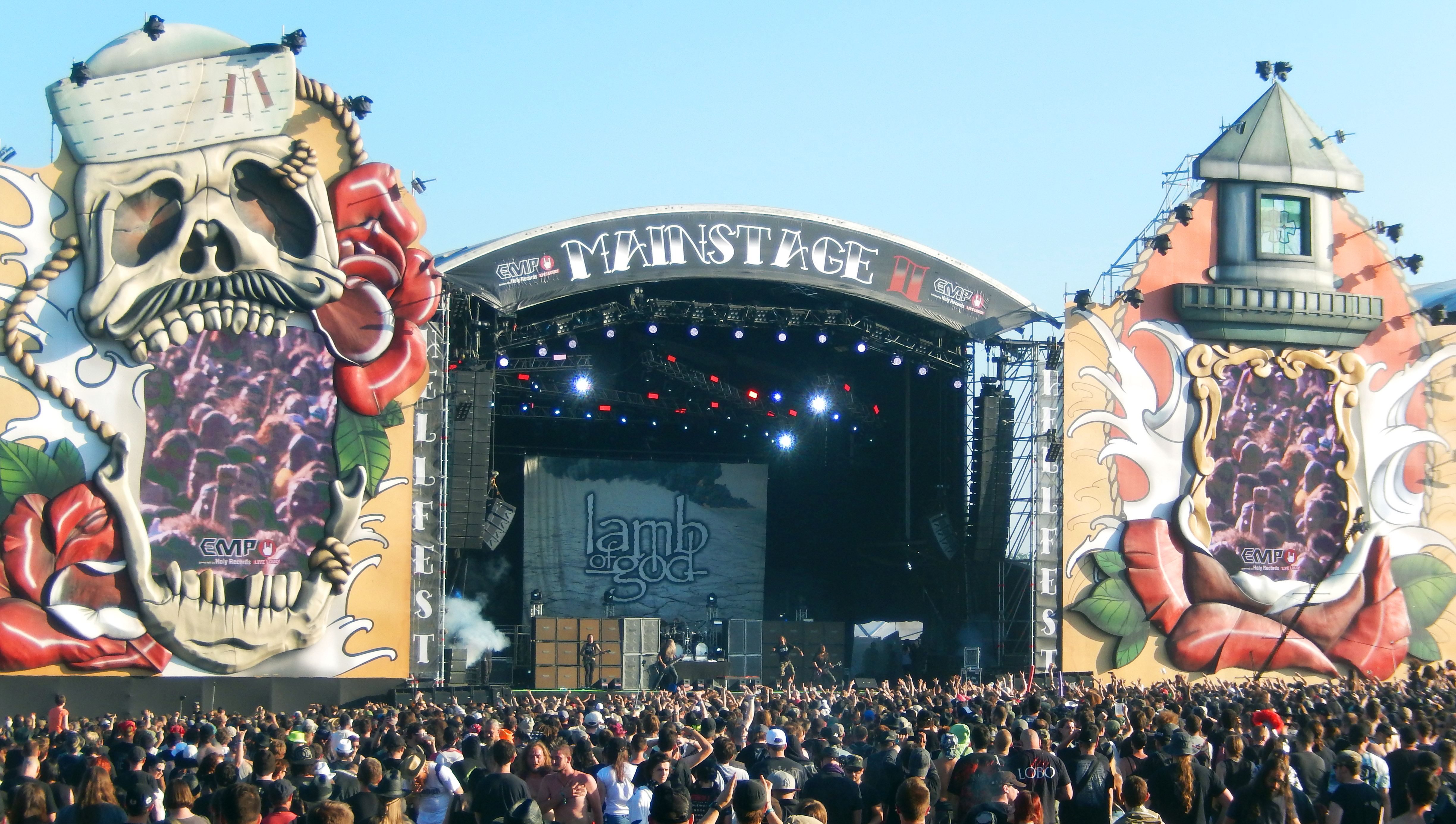
Lamb of God au Hellfest 2015

Lamb of God, souvent abrégé LOG,, est un groupe de groove metal américain, originaire de Richmond, en Virginie. Formé en 1994 sous le nom de Burn the Priest, le groupe se compose du chanteur Randy Blythe, des guitaristes Mark Morton et Willie Adler, du bassiste John Campbell, et du batteur Art Cruz. Le groupe est considéré comme influent dans le mouvement New wave of American heavy metal,,.
Depuis sa création, Lamb of God recense un total de dix albums studio, un  album live, une compilation et trois DVD. Le nombre de ventes aux États-Unis dépasse les deux millions d’exemplaires. En 2010 et 2011, le groupe est nommé au Grammy Awards pour les chansons issues de l’album Wrath. Lamb of God participe deux fois au Ozzfest et une fois à la tournée Unholy Alliance de Slayer en 2006. Leurs autres apparitions incluent le Download Festival et le Sonisphere Festival au Royaume-Uni, le Soundwave Festival en Australie, le Mayhem Festival 2010 et Gigantour. De 2008 à 2010, ils participent au World Magnetic Tour de Metallica.

## Biographie

### Débuts etBurn the Priest(1994–1999)
En 1994, le guitariste Mark Morton, le batteur Chris Adler, le bassiste John Campbell et Matt Conner forment un groupe appelé Burn the Priest. Les membres du groupe se rencontrent dans la même école, à l'université du Commonwealth de Virginie de Richmond, en Virginie. Morton et Conner quittent peu après le groupe pour se concentrer sur leurs études. Adler et Campbell remplacent Morton avec Abe Spear. Pour les cinq années suivantes, le groupe s’entraîne à Richmond et autour de l’État de Virginie. En 1995, le groupe fait paraître sa première démo éponyme. Après la démo, Burn the Priest enregistre deux split EP avec Agents of Satan et ZED, respectivement. Après les trois premières démos du groupe, Burn the Priest recrute le chanteur Randall Blythe.
En 1997, Morton revient dans le groupe. Deux ans plus tard, le groupe fait paraître son premier album, Burn the Priest, au label Legion Records. Mikey Brosnan de Legion Records épargne 2 500 $ pour l’enregistrement et sont dépensés pour des tournées auto-produites à Philadelphie, en Pennsylvanie. L’album est produit par le guitariste et chanteur de Today Is the Day, Steve Austin. Spear quitte le groupe, et laisse une place de guitariste vacante. Willie Adler devient second guitariste du groupe l’année suivante, et un contrat avec Prosthetic Records est signé. Contrairement à ce que laissent penser les rumeurs, le groupe ne change pas de nom pour Lamb of God après avoir été interdit des tournées ; cette interdiction survient bien après. Ils changent de nom pour éviter d’être confondus avec un groupe de metal satanique.

### New American GospeletAs the Palaces Burn(2000–2003)
Avec un nouveau nom et label, le groupe fait paraître son deuxième album, New American Gospel, en septembre 2000. Patrick Kennedy du site AllMusic compare le groupe à Pantera expliquant que « les signatures essentielles du metal post-Pantera sont présentées en abondance dans l'album de Lamb of God. » Chris Adler commente qu’il s’agit d’un « album classique du genre. Nous avons rassemblé tous les éléments pour faire de cet album le plus heavy et populaire de notre carrière. C'est difficile de se contenir — nous ne nous sommes jamais rendu compte de ce que nous avions créé à l'époque. »
Lamb of God part en tournée deux ans avant la sortie de son troisième album, As the Palaces Burn, le 6 mai 2003. Kirk Miller de Rolling Stone attribue à l’album une note de trois étoiles sur cinq. L’album est élu premier album de 2003 par Revolver Magazine et Metal Hammer. Le groupe participe au Headbangers Ball, où il enregistre un DVD intitulé Terror and Hubris. Le DVD est bien accueilli, et débute à la 31e place des Billboard Top Music Videos,.

### Ashes of the Wake(2004–2005)

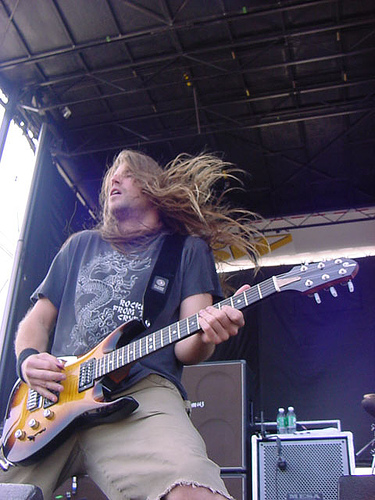
Le guitariste Mark Morton, au Ozzfest de 2004.

Lamb of God fait paraître Ashes of the Wake en août 2004, qui débute à la 27e place du Billboard 200, et se vend à plus de 35 000 exemplaires une semaine après parution,. L’album est distribué par le nouveau label du groupe, Epic Records. Johnny Loftus du site AllMusic félicite l’album. Le titre principal de l’album fait participer le guitariste de Testament Alex Skolnick, et l’ancien guitariste de Megadeth Chris Poland.
Le groupe fait la tournée promotionnelle de l’album Ashes of the Wake et participe au Ozzfest de 2004, et aux Sounds of the Underground de 2005. L’album est élu second meilleur album de l’année par le magazine Revolver derrière l’album Leviathan de Mastodon, et est récompensé meilleure vidéo pour le titre Laid to Rest (2005). En tournée, le groupe enregistre une performance et fait paraître l’album Killadelphia, également paru en format CD/DVD. Le DVD est certifié disque de platine par la Recording Industry Association of America en 2007.
En 2006, une reprise du premier single issu de l’album, Laid to Rest, est présentée dans le jeu Guitar Hero II. La version originale, elle, est présentée sur Guitar Hero Smash Hits en 2009. La version originale de la chanson est mise en contenu téléchargeable pour Rock Band.

### Sacrament(2005–2007)

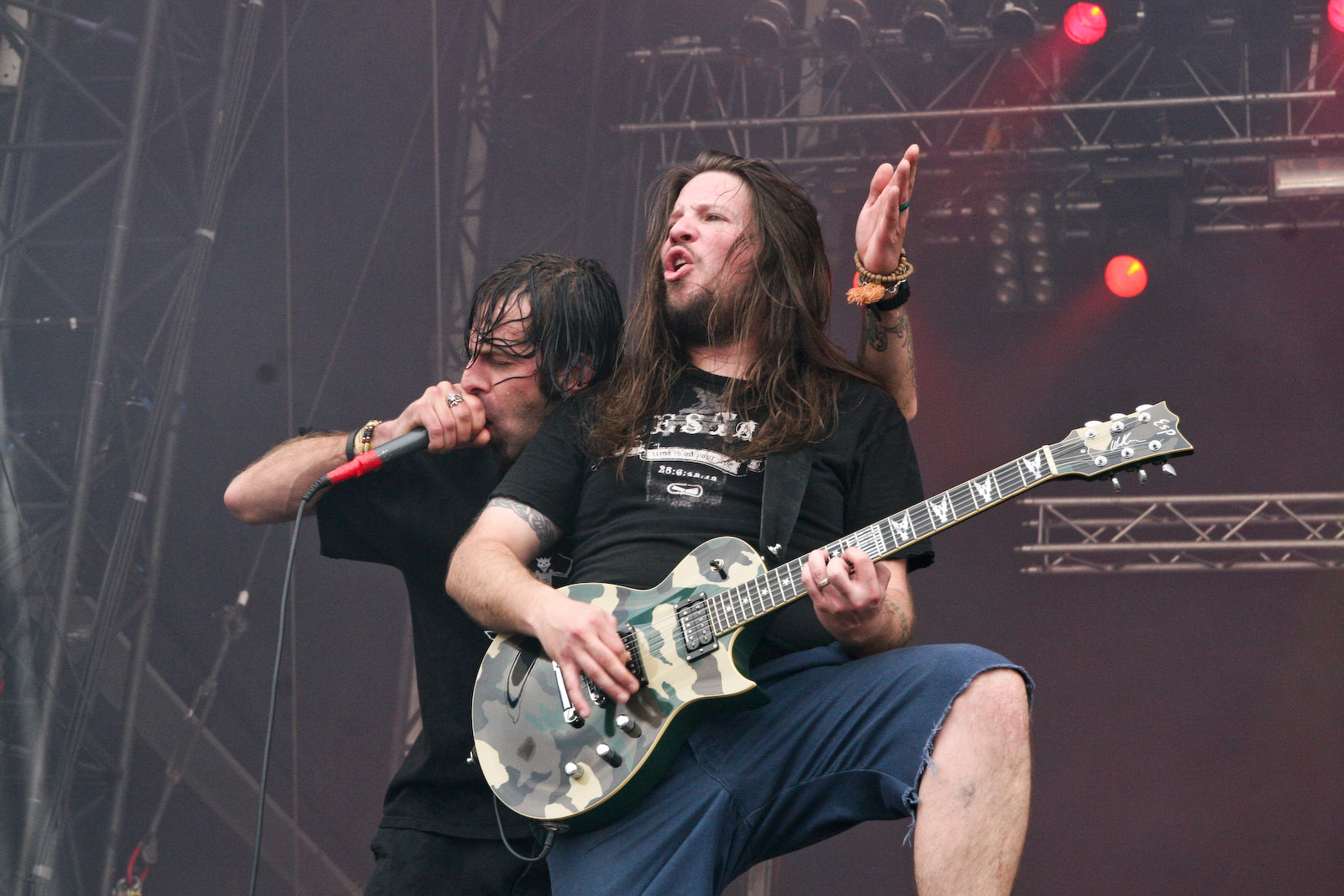
Randy Blythe et Willie Adler, au festival With Full Force en 2007.

En août 2006, Lamb of God fait paraître son cinquième album studio, Sacrament. L’album débute à la 8e place du Billboard 200, et se vend approximativement à 65 000 exemplaires une semaine après parution, puis pratiquement le double par rapport à Ashes of the Wake. L’album est généralement bien accueilli par la presse spécialisée, avec Cosmo Lee de Stylus notant l’album Sacrament comme contenant certaines « des chansons les plus mémorables du groupe. » Ed Thompson du site IGN note Sacrament comme « l'un des meilleurs albums de metal de 2006 », et Jon Pareles de Blender le qualifie de « véritable dose d'adrénaline. »
Le groupe participe à des tournées majeures pour la promotion de son album, dont The Unholy Alliance avec Slayer, Mastodon, Children of Bodom, et Thine Eyes Bleed, le Gigantour avec Megadeth ; le Ozzfest ; une apparition au Download Festival et une participation exclusive à des tournées avec Killswitch Engage, Soilwork, et DevilDriver. Lamb of God est nommé dans la catégorie meilleure performance de metal au Grammy Awards de 2007 pour le titre Redneck, mais perd face au titre Eyes of the Insane de Slayer.
En décembre 2007, le groupe réédite l’album Sacrament: Deluxe Producer Edition. L’album contient toutes les chansons originales de Sacrament sur le premier disque et le second est un CD-ROM avec toutes les parties vocales, basse, guitare, et batterie séparées en qualité MP3 192 kbit/s. Le groupe prend une pause pendant l’année 2008 et prépare une nouvelle session d’enregistrements pour 2009. Le groupe négocie un contrat pour la distribution de leurs albums en dehors des États-Unis. Chris Adler explique que le label américain Epic Records ne leur convenait plus, et qu’ils voulaient un label différent pour la distribution internationale.

### Walk with Me in HelletWrath(2008–2009)

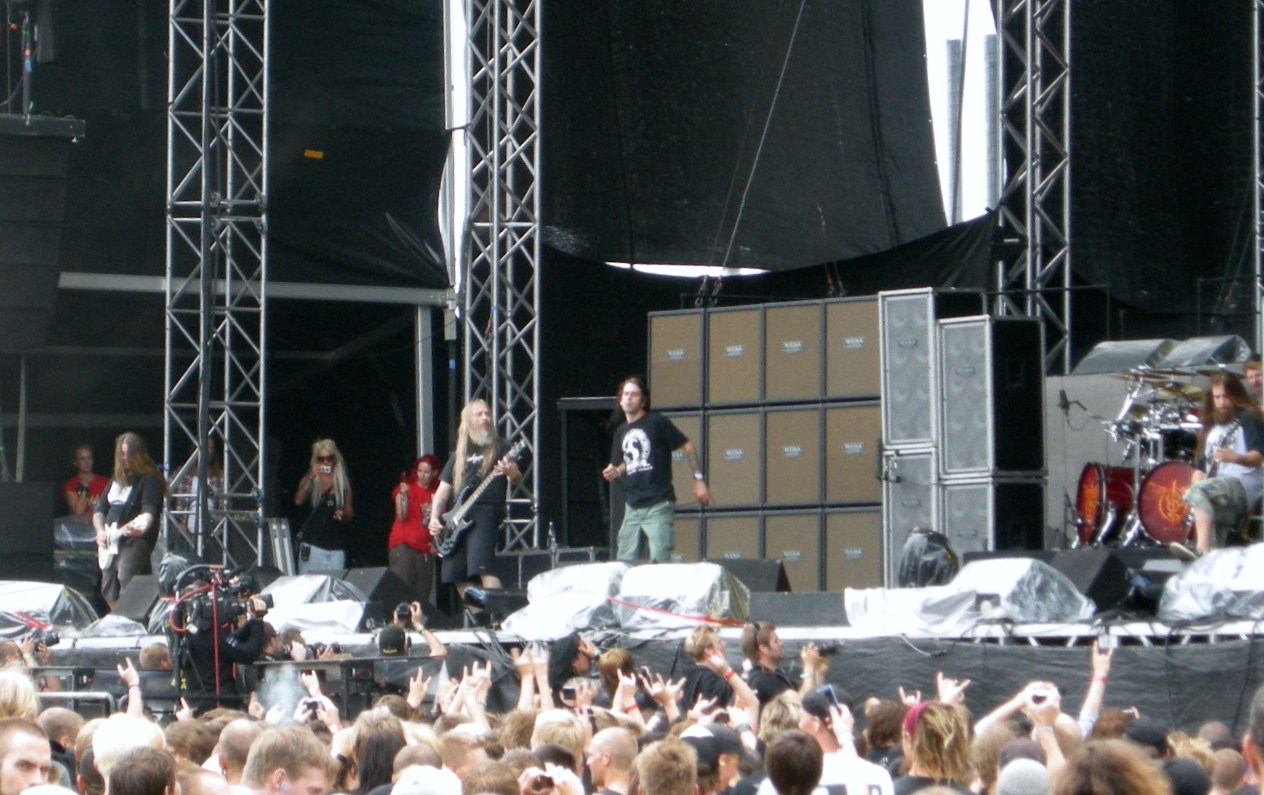
Lamb of God au Sonisphere Festival de Suède, en 2009.

Le 2 mai, Lamb of God annonce via Myspace leur nouveau DVD, Walk with Me in Hell, programmé pour une sortie le 1er juillet 2008. Le DVD est un double-disque avec cinq heures de tournage, le documentaire Walk with Me in Hell et des bonus du Sacrament World Tour. En août 2008, le producteur Cole Higley annonce le début des enregistrements pour la suite de Sacrament, et la sortie de l’album prévue pour février 2009. Josh Wilbur en est nommé le producteur. Ils partent également en tournée avec Metallica en décembre 2008.
Les sessions d’enregistrement sont présentées en direct à l’aide de deux webcams sur le site officiel du groupe. Le 23 février 2009, le groupe fait paraître son sixième album studio distribué à l’international par Roadrunner Records, intitulé Wrath, et une journée plus tard en Amérique par Epic Records. L’album est dédié à Mikey Bronsnan, qui les a aidés à se lancer en Philadelphie. En novembre 2008, Bronsnan est tué par un conducteur ivre. Selon le batteur Chris Adler, « Sans Mikey, nous ne serions carrément pas un groupe aujourd'hui. »  Adler explique, concernant l’album qu’« il surprendra beaucoup de monde. » Wrath débute à la deuxième place du Billboard 200, avec plus de 68 000 exemplaires vendus une semaine après parution.
Pour la promotion de Wrath, le groupe participe au printemps 2009 à la tournée mondiale, No Fear Energy Tour avec Children of Bodom et As I Lay Dying, puis avec God Forbid et Municipal Waste. Le groupe joue en Europe pendant l’été avec Metallica au World Magnetic Tour, puis Mastodon.

### Resolutionet arrestation de Blythe (2010–2013)

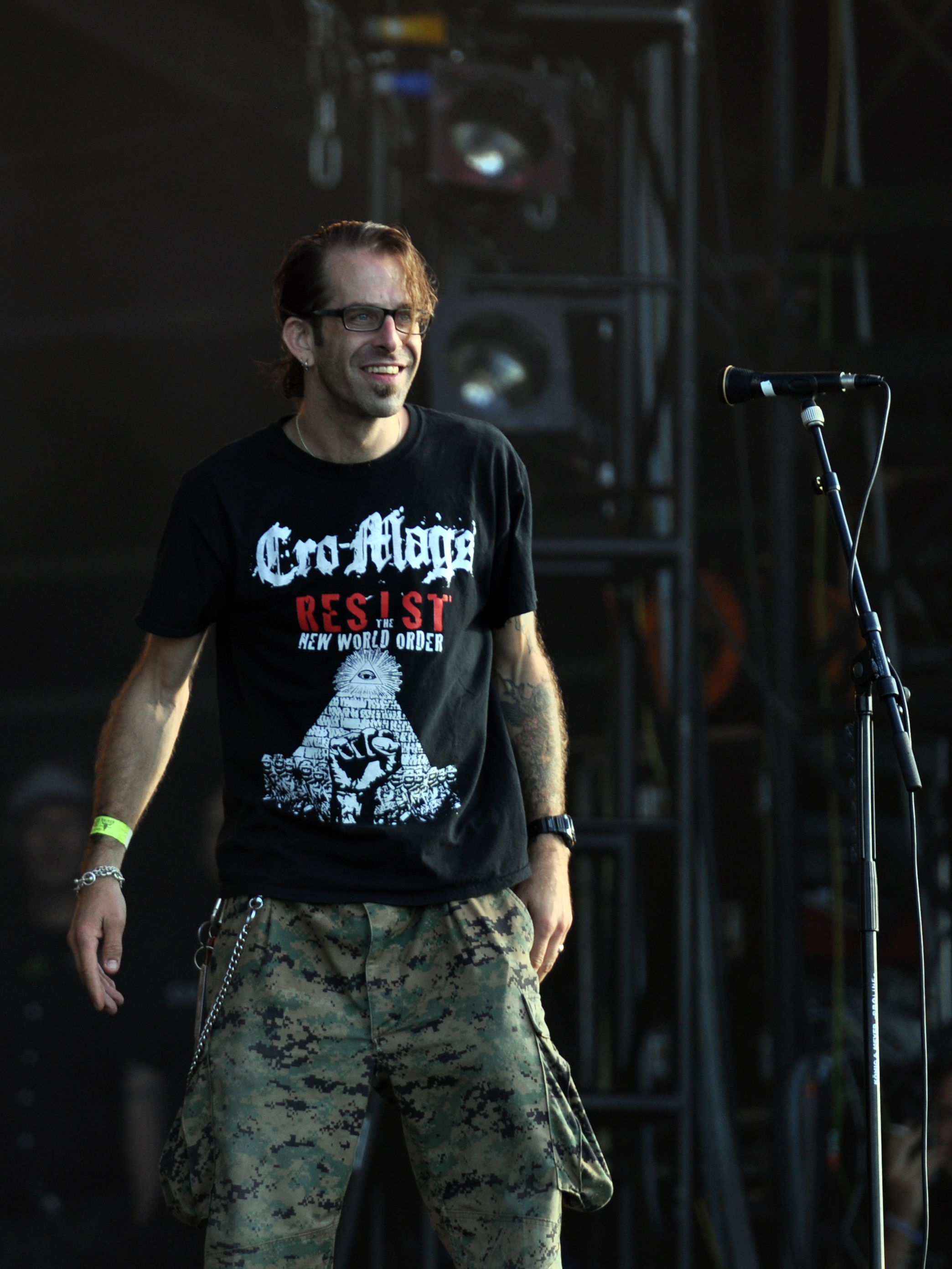
Randy Blythe avec Danzig au Wacken Open Air 2013.

Lamb of God joue pour la première fois aux Philippines pour le PULP Summer Slam annuel du 17 avril 2010, avec le groupe de thrash metal Testament et y joue une nouvelle fois le 18 février 2012. Le groupe joue également en Inde pour le 15 mai 2010, au festival Summer Storm de Bangalore. Ils jouent pour leurs fans turcs à Kucukciftlik Park, à Istanbul, le 17 mai. Lamb of God participe au Mayhem Festival 2010, aux côtés de Korn, Rob Zombie, et Five Finger Death Punch. Paul Waggoner, guitariste de Between the Buried and Me, remplace le guitariste de Lamb of God, Mark Morton, lors du Mayhem Festival. En juin 2010, le groupe participe au Download Festival, leur troisième apparition au Download Festival.
Le 19 avril 2010, IGN fait paraître un making-of vidéo dans lequel Lamb of God travaille sur leur prochain single, Hit the Wall. Le single est inclus dans le jeu vidéo Iron Man 2. Le 15 février 2011, Lamb of God annonce la sortie du titre Hit the Wall en téléchargement payant. Le groupe est inclus dans la bande-originale du jeu vidéo distribué par Namco Bandai Games, Splatterhouse. Lamb of God est annoncé aux côtés de Metallica pour leur tournée australienne à la fin de 2010. Dans une entrevue effectuée en septembre 2010, le batteur Chris Adler mentionne l’arrivée de Lamb of God en studio en Février 2011 pour le lancement d’un septième album. En novembre, Chris mentionne leur travail à nouveau aux côtés du producteur Josh Wilbur.
Lamb of God est nommé pour un Grammy dans la catégorie meilleure performance de metal, mais perd face au titre Dissident Aggressor de Judas Priest. Le groupe est de nouveau nommé en 2011, à la 53e édition des Grammy Awards, mais perd face à El Dorado d’Iron Maiden. Le 31 octobre 2011, le groupe annonce son septième album studio, Resolution, le 24 janvier 2012. Le groupe révèle également la liste des pistes et la couverture. Le 29 janvier 2012, Lamb of God fait paraître un second vidéoclip pour le single Ghost Walking, le premier étant une vidéo lyrique. La vidéo est complètement animée par Moreframes Animation et est diffusée pour la première fois sur Vevo et YouTube,.
En février 2012, Lamb of God participe au festival Soundwave en Australie, et au Download Festival en juin la même année. Le 27 juin 2012, la police tchèque appréhende Randy Blythe pour ses actions lors d’un concert à Prague en 2010. Blythe est accusé, à la cour de Prague 8, de coups et blessures volontaires impliquant un jeune fan de 19 ans qui escaladait la scène. L’adolescent tombe et succombe à ses blessures. Lamb of God annule sa prochaine tournée, mais reprend la tournée 38 jours plus tard après la libération de Blythe sous caution.

### VII: Sturm und Drang(2014-2019)

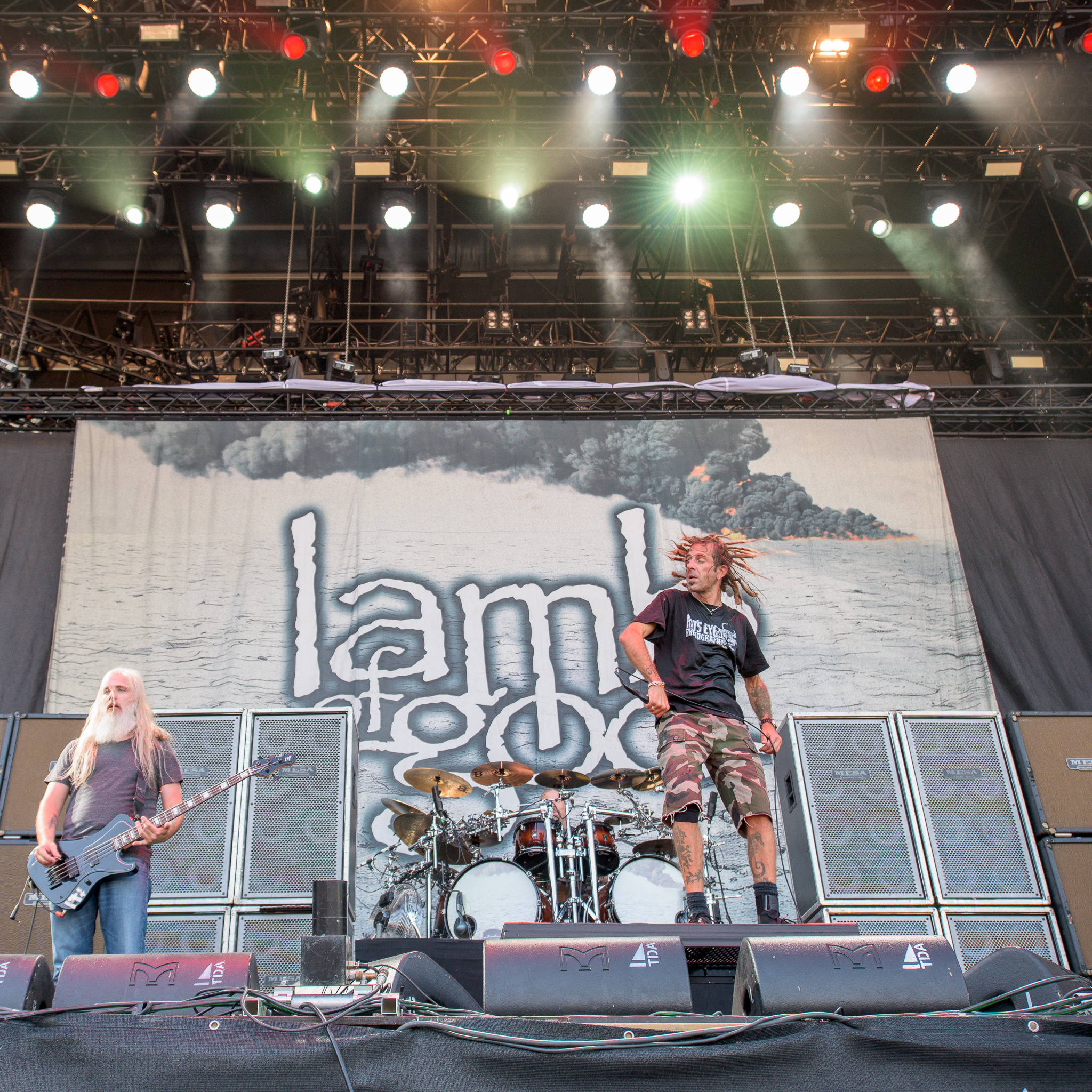
Lamb of God en 2015.

Lamb of God entre en studio en 2014 pour l’enregistrement d’un huitième album, espérant qu’il puisse être achevé l’année suivante. En septembre 2014, Randy Blythe révèle un futur ouvrage à paraître au début de 2015, ainsi qu’un nouvel album de Lamb of God.
En mai 2015, Lamb of God révèle sa signature au label Nuclear Blast Records pour la sortie de leur septième album studio, VII: Sturm und Drang. Le même mois, ils publient le premier single de l’album, Still Echoes, sur leur site web. Au début de juin 2015, le groupe révèle la liste des titres du nouvel album, ainsi qu’une nouvelle chanson intitulée 512,. Chino Moreno, de Deftones, chante un passage de la chanson Embers. Le 24 juillet 2015 sort VII : Sturm und Drang. Ce même mois, ils sont annoncés en tournée européenne avec Children of Bodom. Cependant, le groupe décide de se retirer de la tournée pour des raisons de sécurité, les attentats de Paris ayant eu lieu pendant leur venue sur le continent.
La chanson The Duke qui n’est pas apparu sur l’album, sera incluse dans un nouvel EP intitulé The Duke annoncé pour le 2 décembre 2016. The Duke est finalement publié le 20 novembre 2016 au label Epic Records. La version vinyle de l’EP est publiée le 25 novembre 2016.

### Lamb of God(2020)
Au départ, le nouvel album éponyme de Lamb Of God était prévu pour le 8 mai 2020. La crise du coronavirus a contraint le groupe d’en reporter la sortie pour le 19 juin 2020. Dans une bande-annonce promotionnelle, le guitariste Mark Morton dévoile que l’album est enregistré sur la légendaire console analogique de Sound City (studio mythique actuellement géré par Dave Grohl de Foo Fighters). Il s’agit du premier album avec Art Cruz à la batterie, en remplacement de Chris Alder, batteur du groupe depuis 1994. Les textes de cet album se penchent sur des enjeux de portée politique et sociale, notamment les fusillades de masse dans Reality Bath, l’immigration dans New Colossal Hate, les manifestations de Standing Rock contre l’oléoduc dans Routes et l’administration Trump dans Checkmate. Cet album comporte quelques collaborations : Jamey Jasta de Hatebreed dans Poison Dream et Chuck Billy de Testament dans Routes.

### Omens(2022)
Lamb of God annonce un nouvel album, Omens, dont le lancement est annoncé pour le 7 octobre 2022 et un premier single, Nevermore, est révélé le 10 juin 2022. Blythe qualifie le nouvel album comme étant « extrêmement contrarié ». Morton commente le processus de création de l’abum en affirmant que « le fonctionnement interne du groupe n’a jamais été aussi bon; ce sera évident lorsque vous écouterez Omens. Vous l’entendrez également lors de nos prestations en direct ou si vous passez 5 minutes en notre présence, vous le ressentirez. ». Une tournée est prévue pour l’automne 2022, où Lamb of God sera accompagné notamment par les groupes Killswitch Engage, Baroness, Suicide Silence, Motionless in White, Fit for an Autopsy, Spiritbox et Animals as Leaders.

## Membres

### Membres actuels
- Art Cruz - batterie (depuis 2019)
- John Campbell – basse (depuis 1994)
- Mark Morton – guitare (1994, depuis 1997)
- Randy Blythe – chant (depuis 1995)
- Willie Adler – guitare (depuis 1999)

### Anciens membres
- Abe Spear – guitare (1994–1999)
- Chris Adler – batterie (1994-2019)

### Membres de tournée
- Doc Coyle – guitare (2009)[76]
- Buz McGrath – guitare (2009)[77]
- Matt DeVries – basse (2013)[78]
- Paul Waggoner – guitare (2014)[79]
- Art Cruz (2019)

## Discographie

### Albums studio
- 1999 : Burn the Priest
- 2000 : New American Gospel
- 2003 : As the Palaces Burn
- 2004 : Ashes of the Wake
- 2006 : Sacrament
- 2009 : Wrath
- 2012 : Resolution
- 2015 : VII : Sturm und Drang
- 2016 : The Duke (EP)
- 2020 : Lamb of God [80]
- 2022 : Omens

### Compilations / Live
- 2005 : Killadelphia (Enregistré Live au Trocadero à Philadelphie, les 16 & 17 octobre 2004)
- 2010 : Hourglass: The Anthology
- 2012 : Wrath Tour 2009-2010